# 下山淳
下山 淳（しもやま じゅん、1959年5月19日 - ）は、日本のギタリスト。音楽プロデューサー。山形県鶴岡市出身。山形県立鶴岡中央高等学校卒業。本名、下山淳(しもやまあつし)。
1983年にロックバンドであるルースターズの別ユニット「1984」に参加した事を切っ掛けとして同バンドにギタリストとして正式加入。
ルースターズ解散後は泉谷しげるやホッピー神山らとユニットを結成。
1998年から2015年まで沢田研二のバックバンドのギタリストとしてツアーに参加した。
2001年には花田裕之、池畑潤二、市川勝也らとROCK'N'ROLL GYPSIESを結成、以後継続的な活動を行っている。

## 略歴

### ソロ活動
- 1982年、パンクバンド「バチラスアーミー・プロジェクト」を結成。
- 1983年、休止中のルースターズの別ユニットであった「1984」にギタリストとして参加したのをきっかけに、ルースターズのアルバム・レコーディングにも参加。
- 1986年 - 柴山俊之のソロ・アルバムをプロデュース。この頃から個人活動が活発化する。
- 1987年、泉谷しげるのアルバム「吠えるバラッド」のレコーディングに参加。その後、「泉谷しげる with LOSER」のギタリストとして活動を共にする事となる。
- 1988年、ルースターズ解散。
- 1990年、ホッピー神山とのデュオ「RAEL」結成。分裂後、実弟の下山章、湊雅史らと「60/40」結成。
- 1991年前半、60/40のリハーサルに没頭。7月、泉谷しげるの新ユニット・下郎のレコーディングの為ハワイへ渡航。新宿LOFTにおいてシリーズ・ギグ“夜間徘徊助長演奏会”をKYON、スマイリー原島らとプロデュース。33回を以て終了。
- 1992年、60/40のレコーディング。インディーズレーベル「Psy-cho」設立以後、レーベル専属プロデューサーとして60/40、スマイリー&ドクターズ、Psy-choオムニバス他を制作。
- 1994年、「花田裕之&R&R Gypsies」のレコーディングに参加。
- 1998年、 7月～10月、沢田研二「ROCAN' TOUR '98」（全35本）参加。同時進行でソロ・アルバムを制作。11/29に下北沢CLUB251にて初のソロライブを行う（チケットはSOLD OUT）。
- 1999年、沢田研二「正月コンサート」「いい風よ吹けツアー」に参加。5/29に初のソロ・アルバム「Living on the borderland」「Monkey Night」2作同時リリース。7/9 に下北沢CLUB251にて、CD発売記念ソロライブを行う。
- 2000年、沢田研二コンサート「祝・2000年　正月大運動会」「耒タルベキ素敵」に参加。 8/19、どんと（元BO GUMBOS）のカーニバル「サマーオブどんと2000 in日比谷野音」に柴山俊之と出演。11/28、下北沢251にて1年4ヶ月振りのソロライブを敢行、定期ライブの開催を宣言。 メンバーはKYON（キーボード）、湊雅史（ドラムス）、依知川伸一（ベース）
- 2001年1月、沢田研二コンサートツアーに参加。2月、カルメン・マキツアー（松坂、京都、神戸）に参加。2/15、5/13、9/1にソロライブを行う。
- 2002年 - 沢田研二TOUR参加。1/19、6/1、8/1にソロライブを行う。
- 2003年 - 沢田研二TOUR参加。
- 2004年 - 沢田研二TOUR参加。
- 2005年 - 沢田研二TOUR参加。
- 2006年 - 沢田研二TOUR参加。仲野茂とアコースティック・ユニット「アコギなSS」を結成。フジロックフェスティバル'06/Gypsy Avalonにも出演。小川美潮らとのユニット、テーゲーズとしてもライヴをスタート。9月、三浦麻旅子（カメラマン）、ハラシマアツコ（イラストレーター）と共に渋谷のSpumaで三人展を開催。
- 2007年 - 沢田研二TOUR参加。
- 2008年 - 沢田研二TOUR参加。初の二大ドームコンサート「沢田研二 還暦記念コンサート 人間60年 ジュリー祭り」、東京ドーム、京セラドーム大阪両日で5万4,000人を集めた。沢田が約6時間半でフルコーラス80曲（インストゥルメンタル2曲を含めると全82曲）を歌いきるというステージに全曲を暗譜して参加。この日のメンバーを沢田が鉄人バンドと命名し、2015年の沢田研二TOURまで参加し続けた。
- 2014年6月23日、下北沢GARDEN『下山淳 生誕55歳記念イベント“PSY-CHO 55 JUN SHIMOYAMA生誕55歳記念ショウ”』開催。穴井仁吉、池畑潤二、市川勝也、岡本雅彦、下山章、Suekichi Guy、Dr.kyOn、花田裕之、湊雅史、三原重夫らが参加した[3]。
- 2019年5月18日に自身の生誕ライブ『JUN SHIMOYAMA PSY-CHO SOUND BIRTHDAY JAM』を下北沢GARDENにて開催予定であったが、体調不良のため公演中止となった[4]。

### ROCK'N'ROLL GYPSIESでの活動
- 2001年10月14日 - 北九州博覧祭にて一夜限りの予定でROCK'N' ROLL GYPSIESとして出演。
- 2002年2月22日 - 前年のイベントのライヴ・アルバム「WHO THE FUCK IS THE ROOSTER?」発売。3月11日 ON AIR EASTにてライブ敢行。4月29日LIQUID ROOM、7月14日Zepp Fukuoka、7月26日 フジロックフェスティバル等イベントに出演。
- 2003年3月30日 - LIQUID ROOMライブ。6月18日 ユニバーサルミュージック/ISLANDレーベルよりアルバム『（FIRST）』をリリース。発売日に下北沢251にてライブ。7月21日渋谷タワーレコードにてインストア・ライブ。8月16日ライジング・サン・ロック・フェスティバル、9月23日山形のイベント出演。10月23日、LIQUID ROOMを皮切りに、大阪、名古屋、熊本、福岡、沖縄、郡山、仙台、青森にて「PEACE MAINTENANCE TOUR」を行う。
- 2004年、京都磔磔の30周年期間中の5月1日にライブ。6月20日に下北沢CLUB 251にてライブ。
- 2005年、5月29日に“MAZRIの祭”（日比谷野外音楽堂）に出演。
- 2006年、2ndアルバムリリース。サポートベースに市川勝也を迎え、「ARABAKI ROCK FEST.」「フジロックフェスティバル」「ライジング・サン・ロック・フェスティバル」の各大型夏フェスに出演。その他ツアーも精力的に行う。
- 2007年、3・4月「ROCK'N'ROLL GYPSIES TOUR 07～NEW LOST CITY RAMBLERS～」全国ツアー（12ヶ所）を敢行、ライブ・アルバム「Same Old Back Beat」をリリース。
- 2008年3月、舞浜ClubIKSPIARIでライブ。4月、新宿LOFTイベント。5月、名古屋ダイヤモンドホールのイベント。8月、熊本、福岡、北九州でイベント。10月、吉祥寺、渋谷でライブ。10月、「池畑潤二 50th ANNIVERSARY " BIG BEAT CARNIVAL"」の福岡・東京公演に出演。11月、高円寺でライブ。
- 2009年4月、都内のイベント出演。5月、四国（高松、高知）でライブ。渋谷CLUB CRAWLにてライブ。7月、「フジロックフェスティバル」'09に「ROCK'N'ROLL GYPSY AVALONS」名義で出演。8月、北九州・高塔山ジャム2009に出演。10・11月、都内イベント出演。11月、小田原・姿霊人(shareido）、12月KOENJI HIGHにてライブ。12月31日、37th NEW YEAR WORLD ROCK FESTIVALに出演。

## 作品

### 60/40
- 『100=60/40 THE COMPLETE RECORDINGS OF 60/40』2005.7.20 - THE ROOSTERS～Z of After Mathシリーズ、60/40の音源が2枚組

### ソロ作品
- 『Living on the borderland』1999.05.29

1. 長い道（short version）
2. Edge
3. Living on the borderland
4. Goodbye アドラブル
5. 宮殿の大浴場からハララビ
6. 始まりの終わり
7. Danny
8. Shallow me

- 『Monkey Night』1999.05.29

1. （Ain't my way of）Havi'n Fan
2. Almost Boogie
3. Monkey Night
4. 深夜プラス3
5. ゆりかごのBlues
6. Crying
7. 長い道（Long version）
8. NEWS

### ROCK'N'ROLL GYPSIES
- 『WHO THE FUCK IS THE ROOSTER?』2002.2.22
- 『ROCKERS』サウンドトラック 2003 - ROCK'N' ROLL GYPSIESで1曲、ROCK'N' ROLL GYPSIES feat.RYOJIで1曲、ROCK'N' ROLL GYPSIES feat.中村俊介で6曲参加。
- 『I -FIRST-』2003.06.18
  - DISC 1 (CD)
    1. Lazy sun
    2. GOOD TIME (TO LOVE YOU)
    3. NATURAL POWERED 1
    4. TRUCKIN'
    5. NO TIME
    6. Old Guitar
    7. RELIABLE MAN
    8. Ho Train Boogie
    9. Let'em roll
    10. N.W.O.
    11. 揺れる陽炎の彼方に
    12. いつものこと

  - DISC 2 (DVD)　～Live at shinjuku liquid room 2003.3.30
    1. FOOL FOR YOU
    2. FADE AWAY
    3. BYE BYE MY GIRL

- 『Colla BO GUMBOS Vol.1』 2005.01.26  - BO GUMBOSトリビュート・アルバム
  - 「夜のドライブ」 - 甲本ヒロト & ROCK'N' ROLL GYPSIES

- 『ROCK'N'ROLL GYPSIES II』 2005.11.30
  - DISC 1 (CD)
    1. Muddy Man
    2. 只の夢
    3. 光
    4. Hangfire
    5. GOAL
    6. 風の跡
    7. 瞳
    8. LUCKY LOVE
    9. Hallelujah Lord
    10. Junk! Junk! Junk?
    11. Hey DJ
    12. 此岸のほとり

  - DISC 2 (DVD)　'05.05.29 日比谷野外音楽堂“MAZRIの祭”より
    1. NATURAL POWERED 1
    2. NO TIME
    3. TRUCKIN'

- 『Same Old BackBeat～Live at LIQUIDROOM ebisu 2006.11.24～』 2007.4.20 - 2006.11.24にLIQUIDROOM ebisuで行なわれたライブを収録したライブアルバム。ROCK'N'ROLL GYPSIESのオリジナル曲、そしてアンコールで久しぶりに披露された、THE ROOSTERZの「再現出来ないジグソー・パズル」 「PASSENGER」も収録。

1. Frame Up Boogie
2. TRUCKIN'
3. 風の跡
4. N.W.O.
5. LUCKY LOVE
6. Old Guitar
7. 瞳
8. Junk! Junk! Junk?
9. NATURAL POWERED 1
10. NO TIME
11. 只の夢
12. LAZY SUN
13. 光
14. MUDDY MAN
15. 再現出来ないジグソー・パズル
16. PASSENGER

- 『ROCK'N'ROLL GYPSIES Ⅲ』 2010.7.28 -ルースターズの「Crazy Romance」「Oh!My GOD」のセルフカバー2曲を含む全10曲収録。

1. そろそろ
2. OH! MY GOD
3. 渇く夜
4. 穏やかな時へ
5. RRGブルース
6. そんなとこ
7. CRAZY ROMANCE
8. 黒の女
9. WORK IT OUT
10. A SUNNY PLACE

- 『ROCK'N'ROLL GYPSIES Ⅳ』 - 2010年に発売した「ROCK'N'ROLL GYPSIES III」以来約5年半ぶりとなるニューアルバム。

1. あきれるぐらい
2. Miles Away
3. Till dawn
4. 空っぽの街から
5. You'll lose your mind and play it.
6. You won't be my friend
7. 危険な日常
8. dis agreed
9. 汽車はただ駅を過ぎる(live)
10. 渇く夜(live)
11. Ho Train BOOGIE(LIVE)

### BLUES LION
- 『We're Standing at the Cross Road -トリビュート・トゥ・ロバート・ジョンスン-悪魔に魂を売り渡す13の方法』 2000年 - 「最後の勝負は勝ち目なし」に参加。
- 『X-01』 2001.09.21

### 柴山俊之
- 『春歌』  2004年再発

### プロデュース作品
音楽プロデューサーとしての参加作品を以下に記述する。
- アクシデンツ「知らない世界」
- 泉谷しげる「IZUMIYA・SELF COVERS」「90′Sバラッド」
- 下郎「下郎参上」
- GEN「La La La」「セレナーデ」
- 60/40「60/40」「PSYCHORIA」
- 篠原りか「生活のうた」
- 柴山俊之「Sentimental Fool」「汚れた顔の天使」
- TRACY「GIGA」
- THE PRIVATES「MONKEY PATROL」「Bright Right Beat City」
- フラワーカンパニーズ「怒りのBONGO」
- 南浩二「グリッター」
- RAEL「BIRTH OF MONSTER」

### 参加作品
ギタリストとして参加したアーティストの一覧を以下に記述する。
- 浅川マキ
- 泉谷しげる
- 伊藤銀次
- UA
- 上田現
- 遠藤ミチロウ
- 小川美潮
- 加藤義明
- カルメン・マキ
- 桑田佳佑
- 沢田研二
- SION
- 篠原りか
- JUN
- 春歌
- ゼロスペクター
- センチメンタル・バス
- DIAMOND☆YUKAI
- Cheese
- 宙也
- ちわきまゆみ
- 夏木マリ
- 花田裕之
- 林田健司
- 氷室京介
- BLUES LION
- 山下久美子
- YOU